# Rushden & Diamonds F.C.
Rushden & Diamonds F.C. – angielski klub piłkarski z Irthlingborough, założony w 1992 roku, został zlikwidowany w 2011 roku z powodu problemów finansowych.
Po rozwiązaniu Rushden & Diamonds F.C., w 2011 założono nowy klub AFC Rushden & Diamonds, w sezonie 2013/2014 występujący w United Counties League Premier Division, dziewiątym poziomie rozgrywek w Anglii. Zespół rozgrywa swoje mecze na Dog & Duck w mieście Wellingborough.